# 全氟并五苯
全氟并五苯（Perfluoropentacene，PFP）是一种n型有机半导体，由属于p型半导体的并五苯氟化而得。其外观为略带蓝色的黑色粉末。应用于分子薄膜元件，例如有机发光二极管与有机场效应晶体管。